# 紅蝨蚜
紅蝨蚜（学名：Aleurodaphis blumeae）为扁蚜科蝨蚜屬下的一个种。